# エンデューロレース

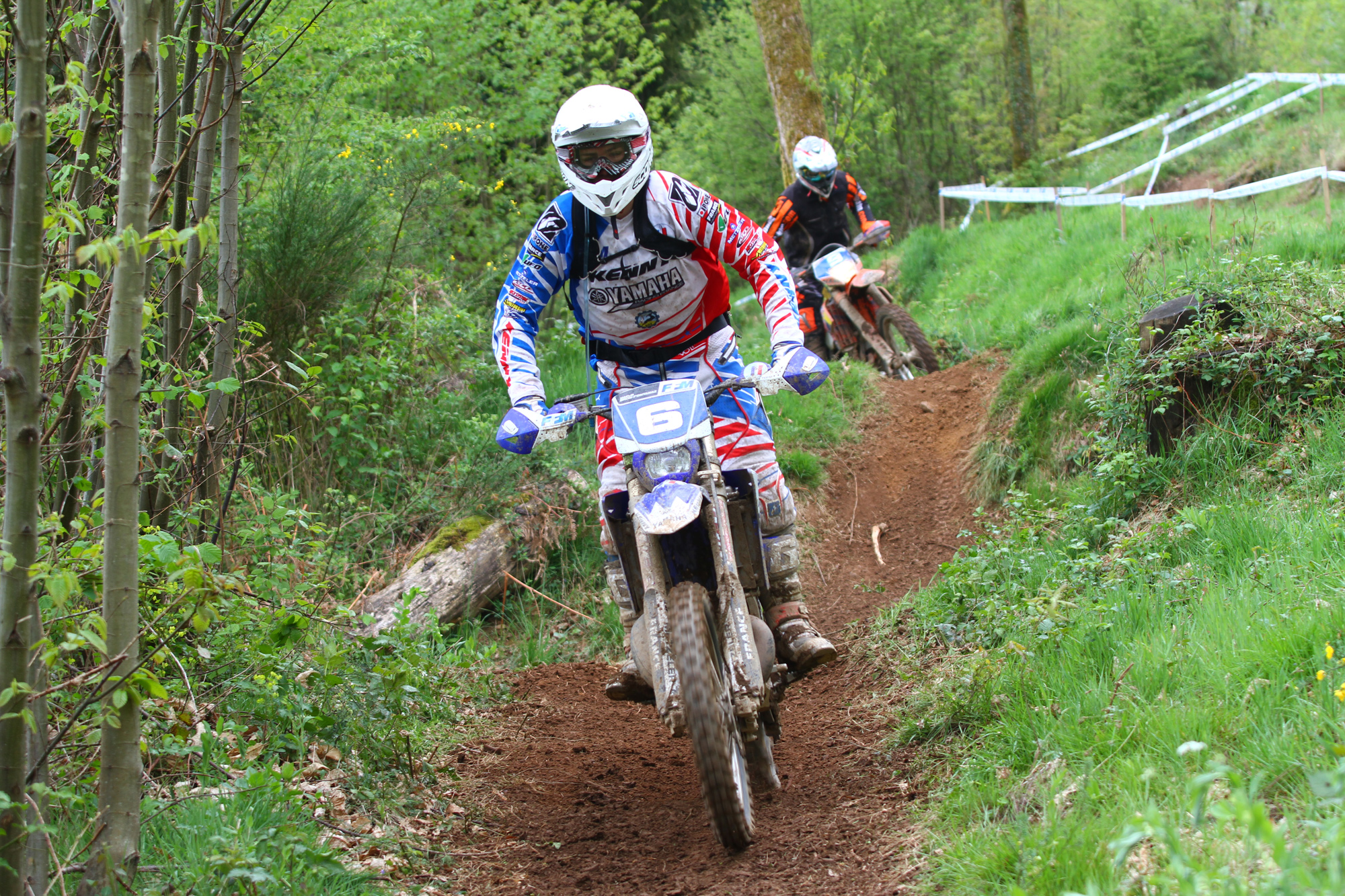
2014年フランスエンデューロ選手権

エンデューロレース（英: enduro race）はオートバイや自転車などで行われる、クロスカントリー（オフロード）の耐久レースの一種。単に「エンデューロ」と呼ばれることが多い。
本記事ではオートバイで行われる、エンデューロと名の付く競技を中心に扱う。

## 概要
一周あたり数十kmという長距離の、自然の地形を利用したコースで競われる。ただの耐久レースというよりは様々な路面でバイクと乗り手を試す名目があり、どの要素を重視するかによってルールや形式が細分化している。国際モーターサイクリズム連盟（FIM）ではエンデューロ世界選手権（エンデューロGP）、スーパーエンデューロ世界選手権、ハードエンデューロ世界選手権という3種類の「エンデューロ」と名のつく世界選手権が開催されている。
最も古く格式が高いエンデューロ大会は「ISDE」(International Six Days Enduro、国際6日間エンデューロ）で、エンデューロのオリンピックと呼ばれるような、国別対抗のチーム戦となっている。
エンデューロのルーツは1900 - 1910年代に英国を中心に、史上初めてのオートバイ競技として誕生したトライアル（信頼性トライアル）である。当時のトライアルは現在のエンデューロに近い形式で行われ、まだ乗り物として未熟だったバイクの耐久テスト・性能テストを名目としていた。これに当時まだ生まれたばかりのオートバイメーカーたちが、自社の技術研鑽と宣伝のために挙って参加した。そして当時生まれたトライアルの大会の一つに、ISDEの前身のISDT（国際6日間トライアル）もあった。ISDTは順位を争うよりも完走できるかを試す部分が大きかったため、現在のISDEでも個人部門では規定時間内で完走した者全員が金・銀・銅のいずれかのメダルを授与されるという、相対評価の形式を取っている。
語源は英語の「Endurance（耐久）」＋俗語の接尾辞の「o」で、1950年代には成立していたとされる。

## ルール/形式

### 伝統的エンデューロ

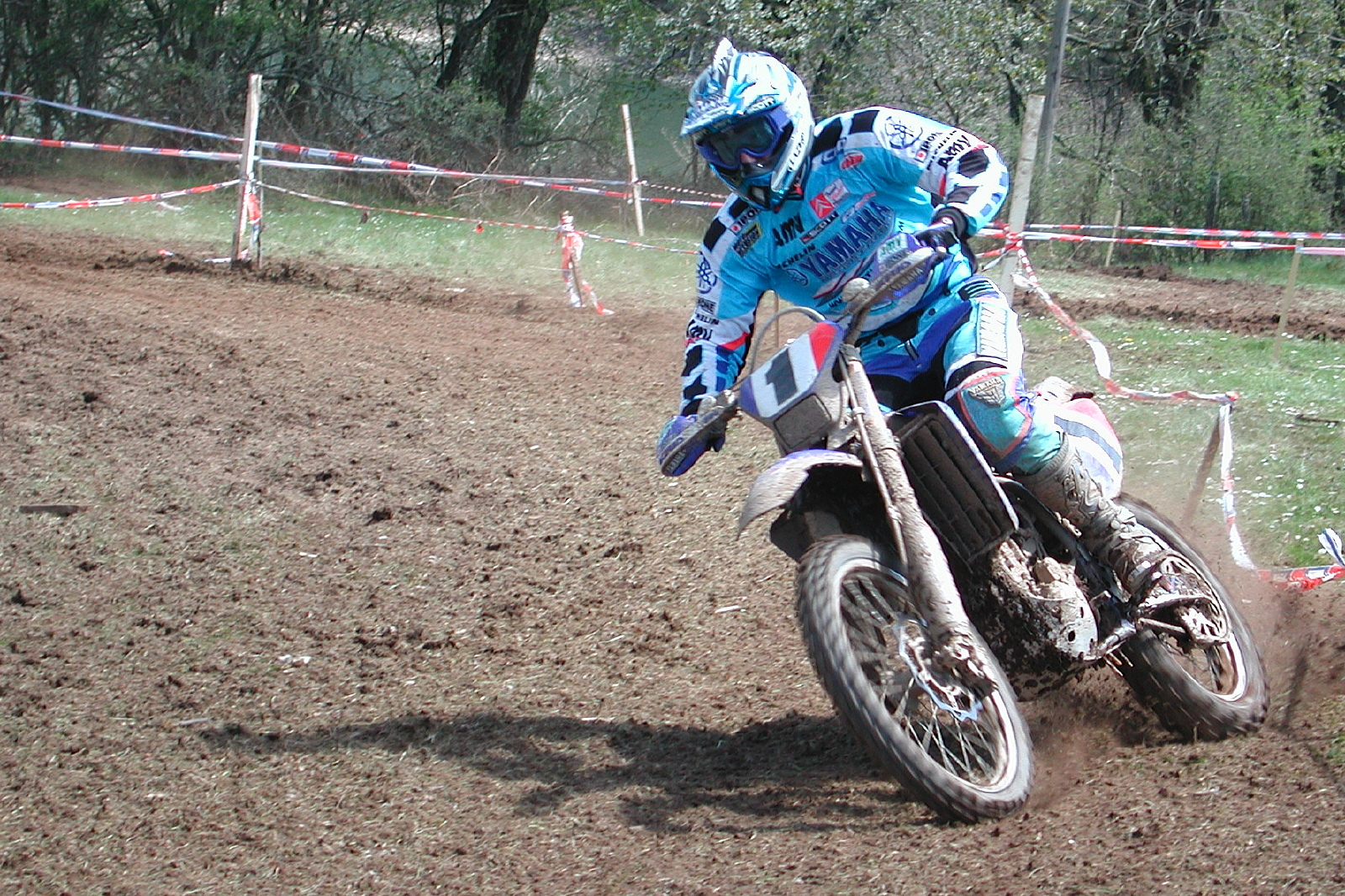
「クロステスト」の例（2003年フランスエンデューロ選手権）

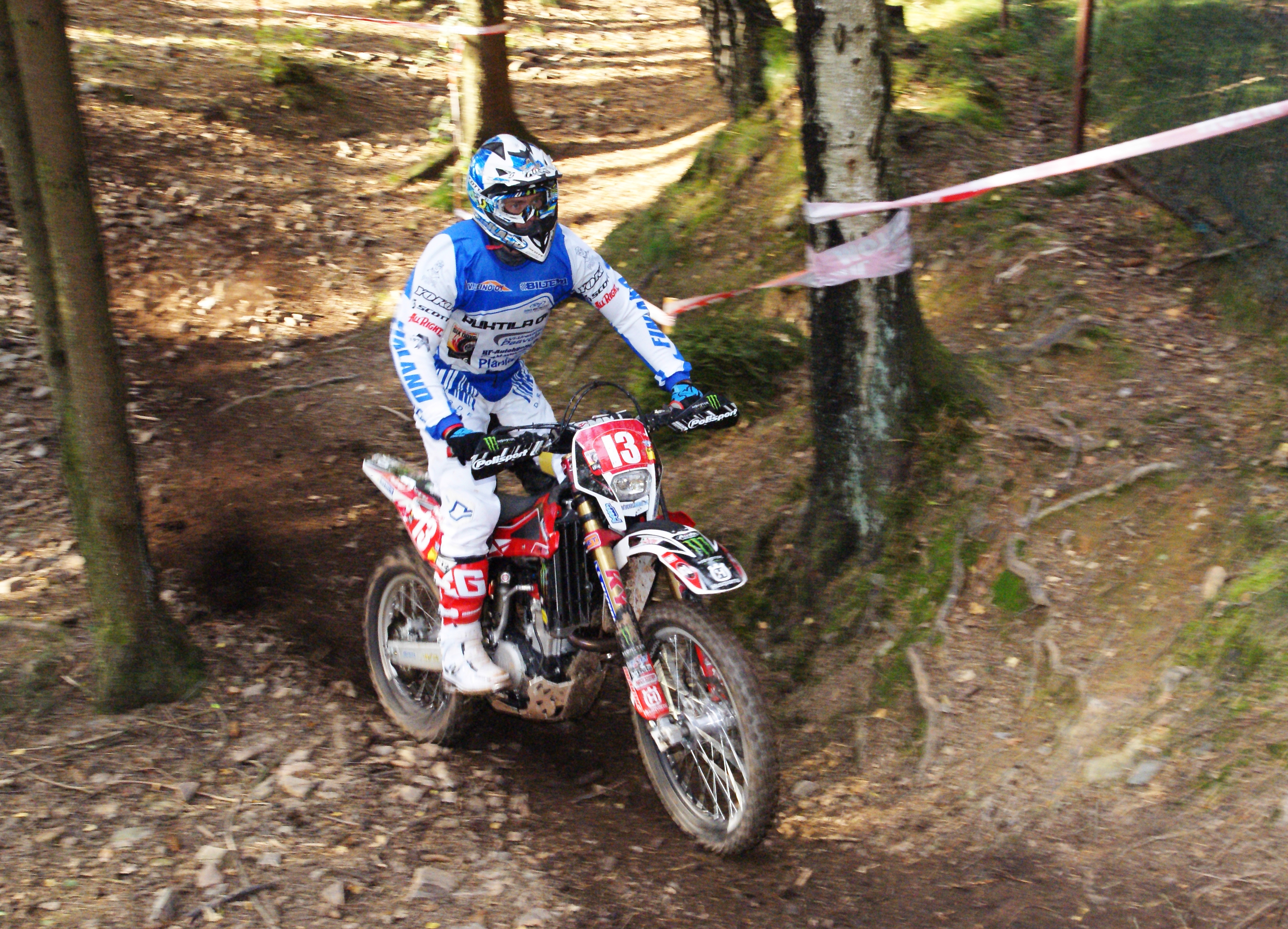
「エンデューロテスト」の例（2012年ドイツ開催のISDE）

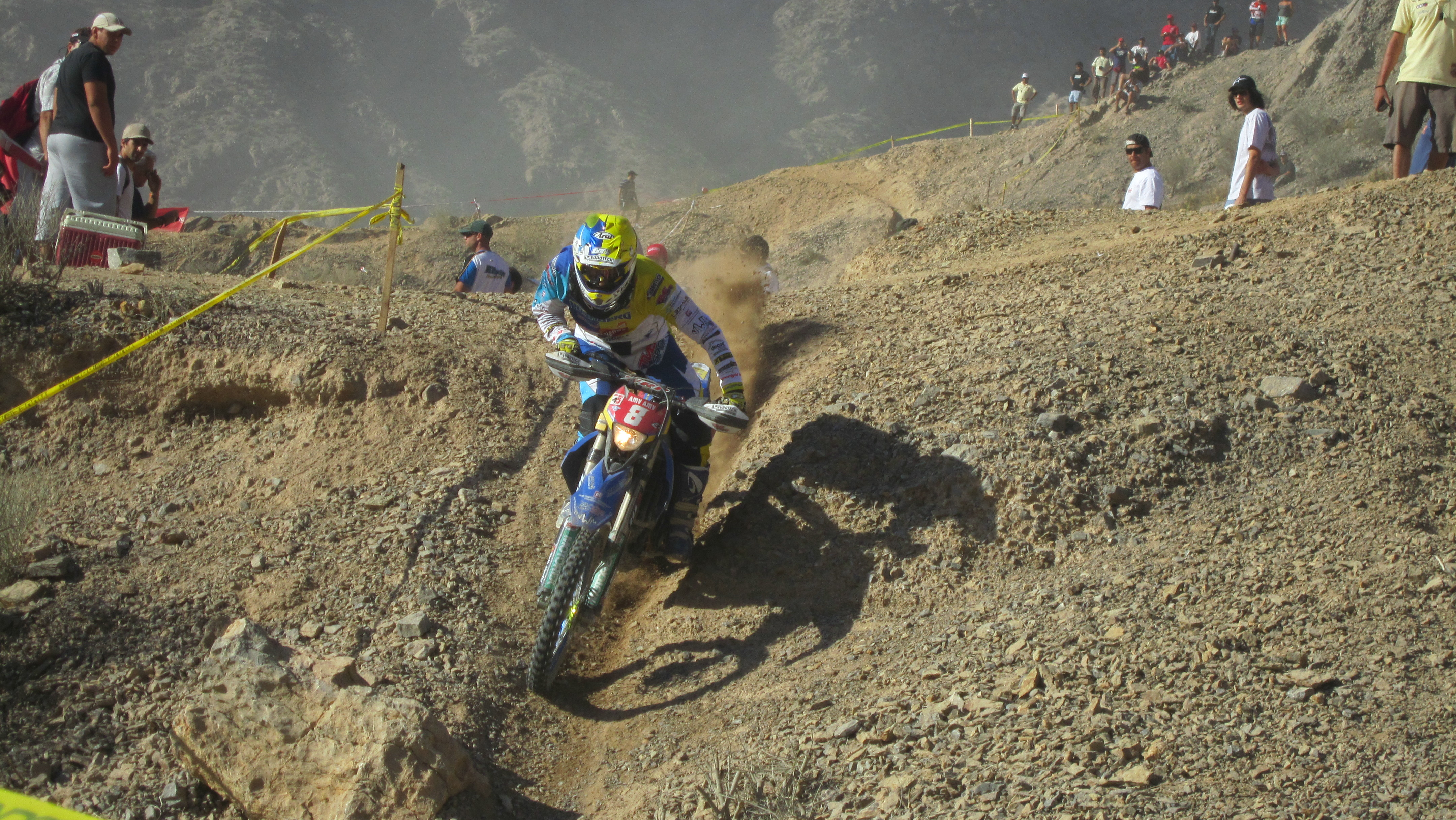
「エクストリームテスト」の例（2012年エンデューロ世界選手権）

「タイムキーピング・エンデューロ」「タイムカード・エンデューロ」とも呼ばれる。日本では「オンタイム式」という名称が定着している。欧州で盛んで、ISDEやエンデューロ世界選手権も採用する、エンデューロの王道といえる形式である。
タイム計測区間・移動区間・タイムチェックポイントがそれぞれ存在する。その点ではラリーレイドに近い形式を持つが、エンデューロはバイクの試験がルーツということもあり、タイム測定区間は「スペシャルテスト」（又は単に「テスト」）と呼ばれ、人工物含めた様々な種類の路面が意図的に用意される点が異なる。また標識やロープなどでコマ図無しに道順が分かるようになっており、ラリーレイドのようにナビゲーションで勝敗を決める要素は少ない。
スペシャルテストの種類は運営団体によっても少々異なるが、MFJ（日本モーターサイクルスポーツ協会）では
- 障害物の無い牧草地や砂地をハイスピードで走る、モトクロスのようなコースの「クロステスト」
- 山道や獣道など自然の中を走る「エンデューロテスト」
- 急坂や丸太や岩などの障害物を乗り越えるトライアル的な「エクストリームテスト」

の3種類に分類される。
上記以外にエンデューロ世界選手権では、四輪のラリーでいうSSS（スーパースペシャルステージ）に相当する、ファンが観戦しやすいコースで二人がバトルする「スーパーテスト」、ISDEの最終日ではコースを用いて全車が一斉に競争するモトクロス形式の「ファイナルクロステスト」がそれぞれ行われる。
各スペシャルテストの間には移動区間（リエゾン）とチェックポイントが存在する。スペシャルテストでは速さを競うのに対し、各チェックポイントでは運営の指定時間通りに通過できるかどうか（1分速くても遅くてもペナルティ、大幅に遅れると失格）が見られており、勝敗にも関わる。
また大会期間中の整備・補給・修理は基本的にライダー自身だけで、それも規定時間内で行う必要があるため、一定水準以上のメカニックとしての技術も求められる。モトクロス出身で優秀なタイムで走れる選手がこれで躓く場面も多く、伝統的エンデューロの醍醐味の一つにもなっている。
チェックポイントでの早着でペナルティを受けることは、英語で俗に「燃やす（Burning a Check）」と呼ばれる。この早着ペナルティを無くしてシンプルにしたルールは「スタートコントロール/リスタート式」と呼ばれ、2007年から米国のAMAナショナルエンデューロ選手権が採用しており、伝統的ルールの時代に比べてエントリー数を倍増させたとされる。
また英国では「スプリントエンデューロ」という形式もある。各テストに分かれている点は伝統的エンデューロと同じだが、タイムコントロールが存在せず、各テストを自分の好きな順番でこなせるというのが最大の特徴となっている。

### クロスカントリー
スタートしたら最後まで同じコースで規定時間を周回し続ける、サーキットの耐久レースのようなルール。長距離のコースの中に伝統式エンデューロでいうクロステスト・エンデューロテスト・エクストリームテストの要素が含まれており、タイヤや丸太のような人工の障害物も用意される。
シンプルでルールが分かりやすく、アメリカや日本で人気がある。アメリカのGNCC（グランド・ナショナル・クロスカントリー選手権）や日本のJNCC（全日本クロスカントリー選手権）は、AMAやMFJが主催する伝統的エンデューロの選手権よりも多くのエントリーを集めており、エンデューロ世界選手権でも一部イベントでこのルールが取り入れられたことがある。
バハ1000のような、ビバーク（休息地）がなく一気に走り切るタイプのラリーレイドをこれに含める場合もあるが、こちらはナビゲーション能力が問われる分、競技の性質は異なる。

### スーパーエンデューロ

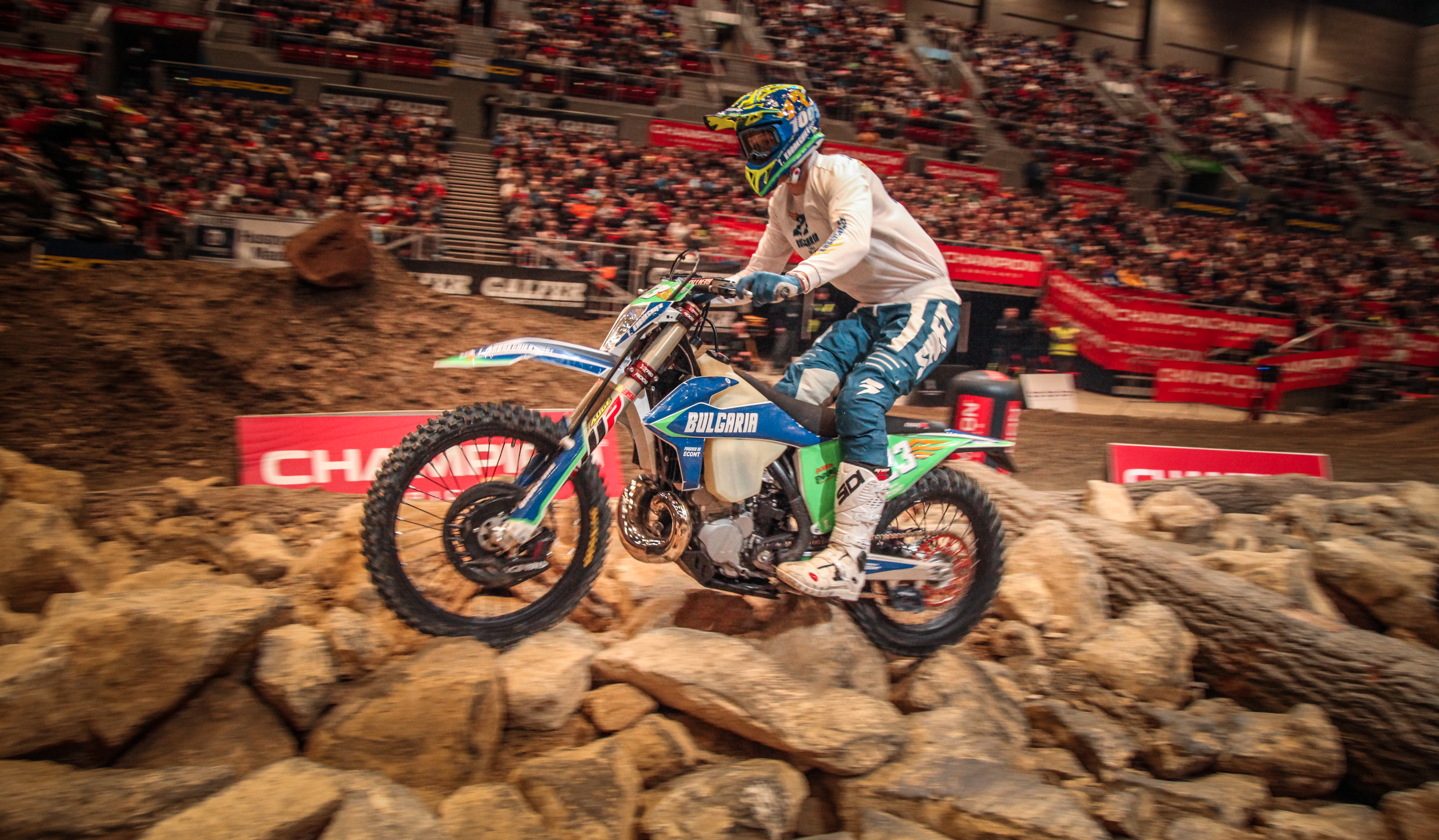
屋内で開催されるスーパーエンデューロ世界選手権

「インドアエンデューロ」もしくは「エンデューロクロス」とも呼ばれる、屋内で行うインドアタイプのエンデューロ。スーパークロスと近い形式となっており、全車一斉にスタートして、規定周回（10周以内）のレースを2 - 3ヒート程度行うだけとなっている。全コースを一望でき、短時間で勝敗が決まるという点で、観戦しやすいのが魅力である。
最大の特徴はコース設計で、スーパークロスのようなジャンプや高速ターンのセクションに、トライアル寄りのゴツゴツした人工の岩場（ロック・ガーデン）や丸太のような障害物を低速で丁寧にクリアしていくセクションが組み合わされている。連続する非常にタイトなコーナー、さらにそれを抜けてすぐに現われる障害物を十分な助走無しにクリアしていく必要から、他のエンデューロのルールでは到底扱えないほど固めたサスペンションを用いており、短時間の走行でも身体への負荷は非常に大きい。
ハイメ・アルグエルスアリSr.が中心となって2000年代に欧州で始まり、2007年から「FIMインドアエンデューロワールドカップ」、2011年から「FIMスーパーエンデューロ世界選手権」として開催されている。また北米でも2004年に単発イベントとして輸入され、2007年からシリーズ戦のAMAエンデューロクロスが開催されている。屋外エンデューロのシーズンオフとなる、冬を中心にカレンダーが組まれるのが一般的である。
なお東日本で開催されている「Super Enduro East Area Championship」は、スーパーエンデューロではなくハードエンデューロの選手権である。

### ハードエンデューロ

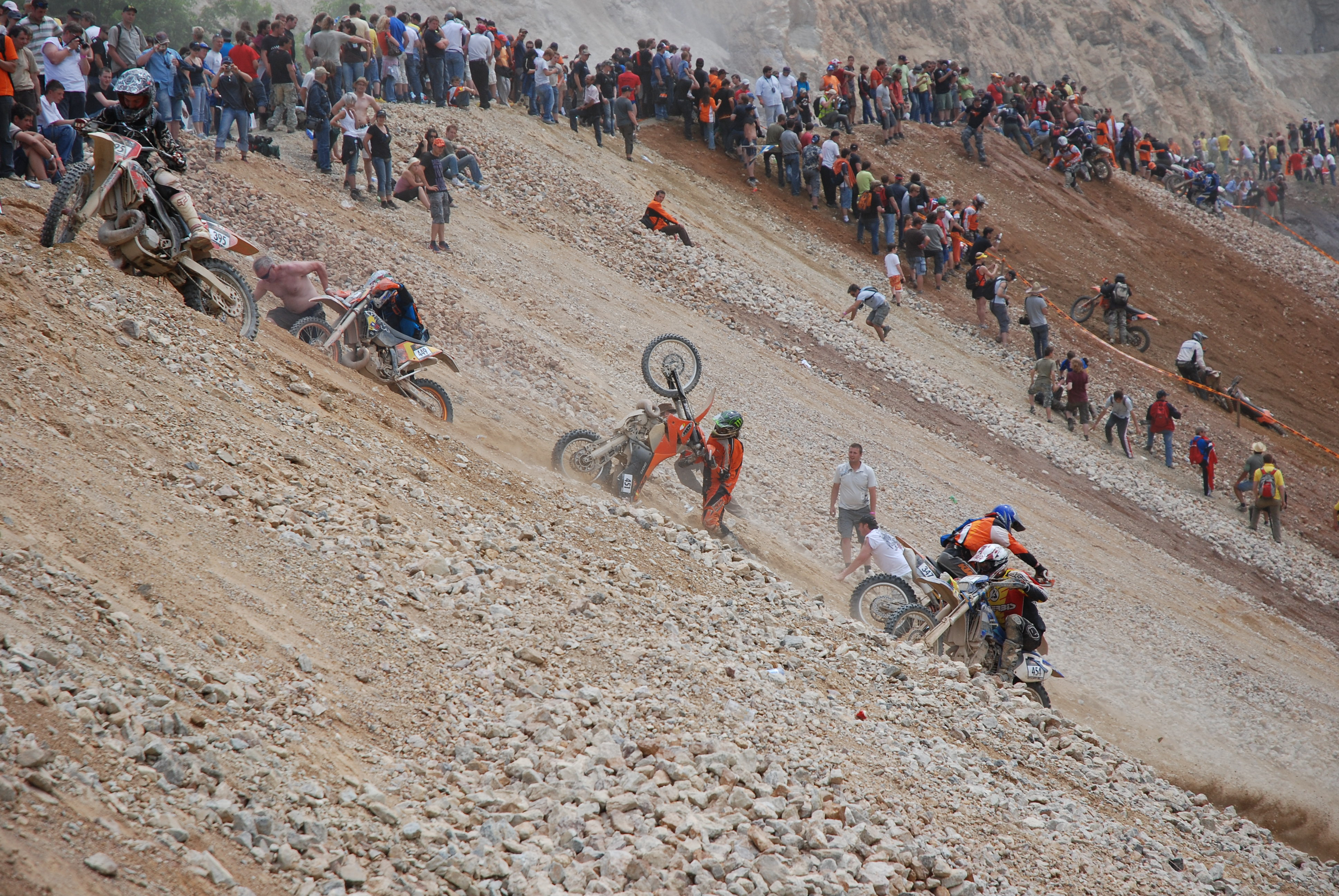
ハードエンデューロの一つ「レッドブル・エルズベルグロデオ」の様子。完走率は10%あれば良い方で、2015年は参戦500人中完走者1人だった。

「エクストリームエンデューロ」とも呼ばれる。険しい山岳部で開催される、トライアル競技の要素が強く、走破能力が試されるエンデューロ。特に岩場の急坂セクションをクリアするのはたいへん困難であり、大勢の転倒者が坂を埋め尽くし、バイクから降りた状態でアクセルを吹かしながら登ったり、他の参加者と助け合ったり、観客に助けられながら登ったりするのがよく見られる光景である。他のエンデューロよりも遥かに完走率が低く、時には完走者0人ということも起こる。
構成はスタートコントロール/リスタート式と同じで、チェックポイントの早着ペナルティは無く、ひたすら最速での走破を目指して突き進む。完走者無しの場合は、チェックポイントが順位や選手権ポイントの基準となる。競技時間は1日あたり1 - 3時間程度で、イベントによっては数日に渡って行われる場合もある。
歴史自体は古く、1967年に誕生したルーフ・オブ・アフリカが起源とされる。90年代にレッドブル・エルズベルグロデオやレッドブル・ルーマニアクスのようなビッグイベントが誕生し、徐々に一つのジャンルとして確立されていった。
近年最も多くのエントリーを集めているエンデューロのジャンルである。2018年にKTMグループの肝入りにより、オーストリアに拠点を置く「ワールド・エンデューロ・スーパー・シリーズ」（WESS）が発足して、伝統的ルールを採用するエンデューロ世界選手権の存在を脅かした。その後FIMとの対立が続いたが、2021年に両者が歩み寄り、WESSがFIM傘下に入って「FIMハードエンデューロ世界選手権」が発足している。

## 日本での開催

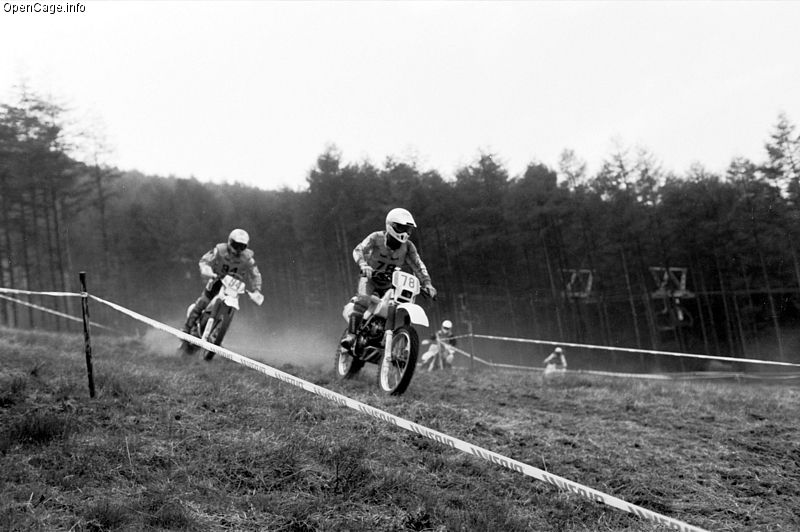
ブランシュたかやまスキー場で開催されたエンデューロレースの様子

日本での本格的なヨーロピアンスタイルのエンデューロレースは、1984年に苫小牧市ウトナイ湖周辺で開催された「インターナショナル2デイズエンデューロ（ITDE）」を嚆矢とする。この競技会はその後「日高2デイズエンデューロ」と改称され、主催者も変わり途中休止した年もあるが現在も継続しており、海外のライダーも参戦するなど日本を代表するエンデューロイベントの一つとなっている。
同じく1984年に、クロスカントリールールの「ハリケーンエンデューロ」が初めて開催された。"ハリケーン"の異名を持つAMAの伝説のモトクロス選手ボブ・ハンナを招聘したこのイベントも、現在まで続くビッグイベントとなった。
00年代に入ると日本でもISDEへの参戦の機運が高まって、欧州スタイルの伝統的なオンタイム式エンデューロこそが、本来のエンデューロの姿であるという風潮が強まった。2005年にMFJが伝統的エンデューロスタイルの全日本エンデューロ選手権（JEC）を立ち上げ、2006年にハリケーンエンデューロを主催していたCOMESSO株式会社がJNCC（ジャパン・ナショナル・クロス・カントリー）を設立して、両者のルールや立場の違いが明確になった。人気はJNCCのほうが高く、500名に近い、アジアレベルでも相当な規模のエントリーを集めている。
JNCCと北米のGNCCは活発な交流を行っており、有力ライダーの往来が盛んに行われている。
またJNCC発足に同じく2006年にCGCハードエンデューロ選手権が誕生。これは中部限定であったがハードエンデューロ文化に大きく貢献し、G-NETが2017年から全日本ハードエンデューロ選手権を開催している。現在、両者はしばし併催を行っており、JNCCに匹敵する多数のエントリーを集めている。全日本ハードエンデューロは2024年から株式会社Cross Missionに移管されて開催される。
国際的に活躍した日本人エンデューロライダーは少ないが、日本の二輪オフロード競技立ち上げに大きく尽くした西山秀一の息子で、ISDEにただ一人だけで10回参加した西山俊樹や、ISDEで日本人として唯一ワールドトロフィークラスの金メダルを獲得した釘村忠がいる。エンデューロ世界選手権で完走した実績のある日本人は3人（小池田猛、太田真成、大神智樹）のみである。
日本と本場ヨーロッパのオンタイム式エンデューロの大きな違いは走行距離にある。ヨーロッパでは一日に250 kmから300 kmを走破させるが、日本では日照時間や土地的要因などの理由により、100 kmから150 kmと設定されることが多く、走行距離が大幅に短い。したがって、日本におけるエンデューロレースは技術的（走行、車両整備）・体力的な差により完走者を振り分けることが難しく、極端に難易度の高いコース設定になることもある。また、もともとは使用されるマシンの耐久性をも試す競技であったが、日本においては十分な耐久性を持たないマシンでも走れてしまうことから、マシンの全体レベルの向上に資することはできなかった。また土地的な制限から北海道など一部を除き、日本のエンデューロは基本的に公道区間を走らない。
しかし世界的に環境問題への配慮やコスト低減、参加者増加によるスリムな運営などが求められることから、現在ではヨーロッパにおいても競技距離は短くなり、テスト区間もモトクロス的になり、走行場面も一般市街地が増える傾向にある。

## エンデューロマシン

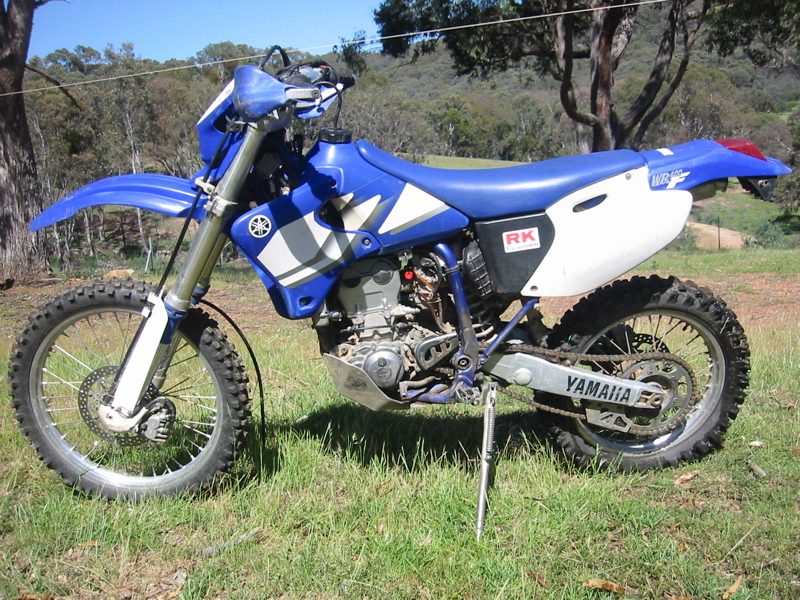
ヤマハ・WR400（2000年）

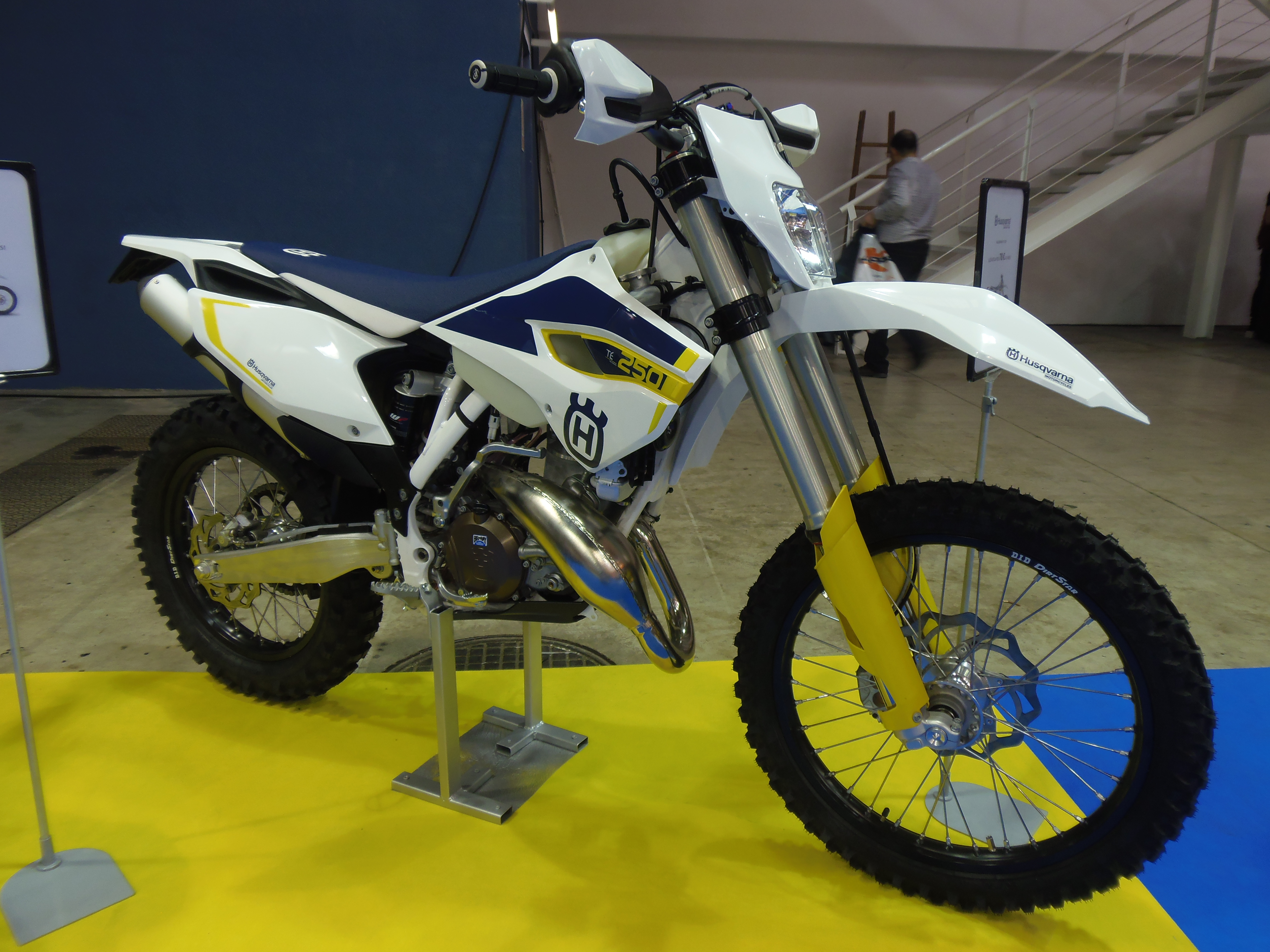
ハスクバーナ・TE250（2015年）

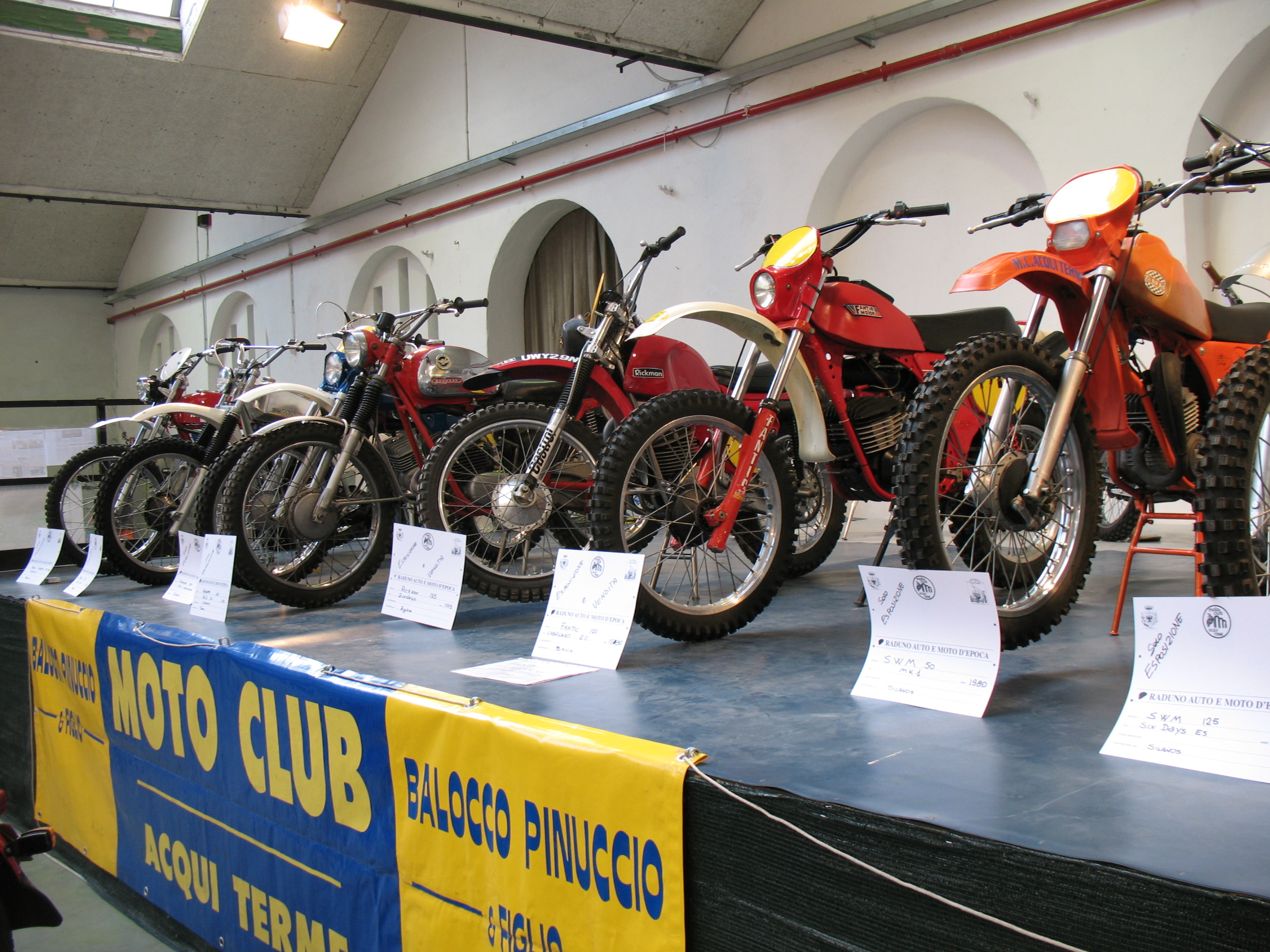
1960 - 70年代のイタリア製エンデューロバイクたち（MVアグスタ、リックマン、ファンティック、SWMなど）

エンデューロという競技の精神上、「バイクでさえあれば参戦できる」というレベルで緩い規則を採用している場合も多いが、現実的に競技で勝つためにはエンデューロ用に開発されたバイクを用いるのが一般的である。エンデューロ用バイクは日本では俗に「エンデュランサー」とも呼ばれる。
公道セクションを走る伝統的エンデューロの場合、外観はモトクロッサーに前照灯やブレーキ灯、バックミラー、スピードメーターなどの保安部品を取り付けたようなかたちである（実際には純粋な競走車はどうやっても公道対応に出来ないので、やはり専用に開発された公道仕様車を使う）。また、レース内容によっては公道走行に際して必要となるナンバープレートの取得を前提とするため、方向指示器などのレース開催地域での道路交通関連法規に準じた装備を備える。逆に公道セクションを持たないルールのエンデューロの場合、灯火類などは備えないため、サイドスタンド以外はモトクロッサーと非常に近い外観のものになるが、内部的にはエンジンやギアが低回転域重視で設定される点が異なる。
耐久レースとしての側面から燃料タンクは基本的に大きめに作られており、車体には航続距離を伸ばすための補強などが加えられる。タイヤはオフロードで一般的なチューブタイプだけでなく、チューブレス（「タブリス」など）やムースタイヤが用いられることも多い。
基本的には同じ車種のエンデューロバイクをベースに、セッティングやパーツそのものを変えることで異なるルールや形式に対応する。
現在日本国内で買える国産ブランドのエンデューロバイクは、モトクロッサーの延長で製造されたような公道走行不可のモデルしか無く、もし国内で公道セクションも走るタイプのエンデューロイベントに参戦する場合は、ナンバー付き車両が正規販売されている欧州ブランド車から選ぶこととなる。

### エンジンについて
エンデューロの様々な路面の中には、軽量な小排気量が有利なテクニカルな区間と、パワーのある大排気量の有利な高速区間が混在している。そのため排気量が最も少ないクラスのマシンが最速を記録し、総合優勝することも珍しくない。またハードエンデューロではエンジン形式や排気量によるクラス分け自体が存在しないのが一般的である。
高速域でのトラクションや安定性に優れた4ストロークエンジンが有利になるモトクロスに対し、テクニカルなセクションの多いエンデューロでは軽量で粘りのある2ストロークエンジンが優位となる場面も多く、総合では一概にどちらが有利とは言えない。競技やルール、さらには市場のラインナップや時代によっても両者の勢力図は異なるが、現在はスーパーエンデューロは4ストロークが、ハードエンデューロは2ストロークがそれぞれ主流となっている。

## オートバイ以外の乗り物によるエンデューロ
自転車競技においても、エンデューロレース（エンデューロ）と呼称されるものがあり人気がある。ツインリンクもてぎや鈴鹿サーキット、あるいは公園内のコーナーが多いサーキット形状のコースなどを使用して周回を行い、2時間、3時間、10時間などと走り続ける形式が一般的である。その他のレースとして、茨城県かすみがうら市で開催している「かすみがうらエンデューロ」のように、一般公道を完全閉鎖して、5時間（2時間）の耐久レースとして決められたコースを団体のチームや個人が周回するレースもある。また、一般的には周回数が多い順に表彰する「競争」レースであることが多く、そのため、スタート直後からさながらロードレースのように集団を形成したり、アタック（集団から抜け出して独走で逃げを打つ）を掛けたりなど対人戦をすることも珍しくなく、事実上の耐久レース（エンデュランスレース）であることも多い。
また、マウンテンバイクにおけるエンデューロレース（エンデューロ）はダウンヒルと類似し、数本の下りコースを走行して合計タイムの短さで順位を決定する。ただし、ゴンドラなど他の手段を利用してスタート地点に向かうダウンヒルと異なり、エンデューロレースではスタート地点まで各自自走する必要がある。この自走に遅れるとペナルティーが課される。そのため、エンデューロ向けの機体は高いダウンヒル性能に加え、自力での登坂に耐えるある程度の走行性能、軽量性などが求められる。詳細はマウンテンバイクレースを参照。
ATV（全地形対応車）やスノーモービル競技においてもエンデューロは見られ、後者は全日本スノーモビル選手権の競技種目として開催されている。